# Saw You Drown
| Оценки критиков | Оценки критиков |
| Источник        | Оценка          |
| --------------- | --------------- |
| Allmusic        | [ 2 ]           |

Saw You Drown — мини-альбом шведской метал-группы Katatonia, выпущенный в 1998 и ограниченный 1500 вручную пронумерованными копиями. В 2005 году мини-альбом был переиздан на прозрачном/голубом восковом LP и ограничен 1000 вручную пронумерованными копиями.
Первые две композиции являются превью к тогда ещё грядущему альбому Discouraged Ones, в то время как «Quiet World» была записана в 1997 на Sunlight Studio в ту же сессию записи, во время которой был записан мини-альбом Sounds of Decay, а «Scarlet Heavens» является записью 1994 года, которую было трудно найти и которая изначально была выпущена на сплит-альбоме Katatonia/Primordial 1996 года.
Хотя группа старалась использовать исключительно лишь гроул-вокал, с Saw You Drown начинается сдвиг группы в сторону чистого вокала. Обложка данного релиза впервые показывает изменённый и второй логотип группы, что совпадает с изменениями в звучании.

## Список композиций
| №                   | Название            | Длительность |
| ------------------- | ------------------- | ------------ |
| 1.                  | «Saw You Drown»     | 5:02         |
| 2.                  | «Nerve»             | 4:31         |
| 3.                  | «Quiet World»       | 4:37         |
| 4.                  | «Scarlet Heavens»   | 10:25        |
| Общая длительность: | Общая длительность: | 24:32        |

## Участники записи
Katatonia
- Йонас Ренксе — вокал, ударные
- Андерс Нюстрём — гитара; бэк-вокал и клавишные (композиции 1-3)
- Фредрик Норрман — гитара (1-3)
- Микке Оретофт — бас-гитара (1-3)
- Гийом Ле Хуче — бас-гитара (4)